# Ein El-Bayda, Idlib
Ein El-Bayda, Idlib (tiếng Ả Rập: عين البيضا) là một ngôi làng Syria nằm ở Bidama Nahiyah thuộc huyện Jisr al-Shughur, Idlib. Theo Cục Thống kê Trung ương Syria (CBS), Ein El-Bayda, Idlib có dân số 405 trong cuộc điều tra dân số năm 2004.